# 사교 (사회학)
사교(社交)는 일반적으로 사람과 사람과의 교제를 의미한다.
개인이 자신의 필요를 충족시키기 위해 다른 사람 및 환경과 창의적이고 자율적으로 상호 작용하는 능력이다. 이 해석은 여러 동의어 및 동족어와 관련이 있지만 서로 구별되며, 여기에는 프랑스어로 타인의 사회적 회사의 향유(convivialité), 카탈로니아어 사회 결속 정책(Convivència), 차이와 함께 사는 것에 대한 영어의 현대적 이해가 포함된다. 이 해석은 사물이 생산되는 방식에서 소외된 소비자를 생산하는 산업 생산성과 직접적인 대조로 이반 일리치(Ivan Illich)에 의해 도입되었다. 즐거운 단순한 생활, 생산 시스템의 현지화, 마르크스주의 경제학과의 연결, 과잉 소비에 대한 일리치의 동시 비판에 대한 초점은 탈성장 이론 및 실천의 기둥을 포함하여 다양한 학문 및 사회 운동에 의해 유쾌함을 채택했다.

## 같이 보기
- 인간 관계